# Pseudozyma fusiformata
Pseudozyma fusiformata är en svampart som först beskrevs av Buhagiar, och fick sitt nu gällande namn av Boekhout 1995. Pseudozyma fusiformata ingår i släktet Pseudozyma och familjen Ustilaginaceae.   Inga underarter finns listade i Catalogue of Life.